# Edward Meyrick
Edward Meyrick est un maître d’école et un entomologiste amateur britannique, né le 24 novembre 1854 à Ramsbury dans le Wiltshire et mort le 31 mars 1938 à Thornhanger près de Marlborough.
Il est notamment l’auteur d’Handbook of British Lepidoptera (1895).